# Antoni Sardà i Moltó
Antoni Sardà i Moltó (Reus, 27 de gener de 1901 - 19 de setembre de 1978) va ser un arquitecte català.

## Biografia
Va estudiar a Barcelona i del 1923 al 1929 va treballar com arquitecte a l'oficina tècnica de l'Exposició Internacional de Barcelona, on va dissenyar el Palau de la Química, convertit després en els Estudis cinematogràfics Orphea.

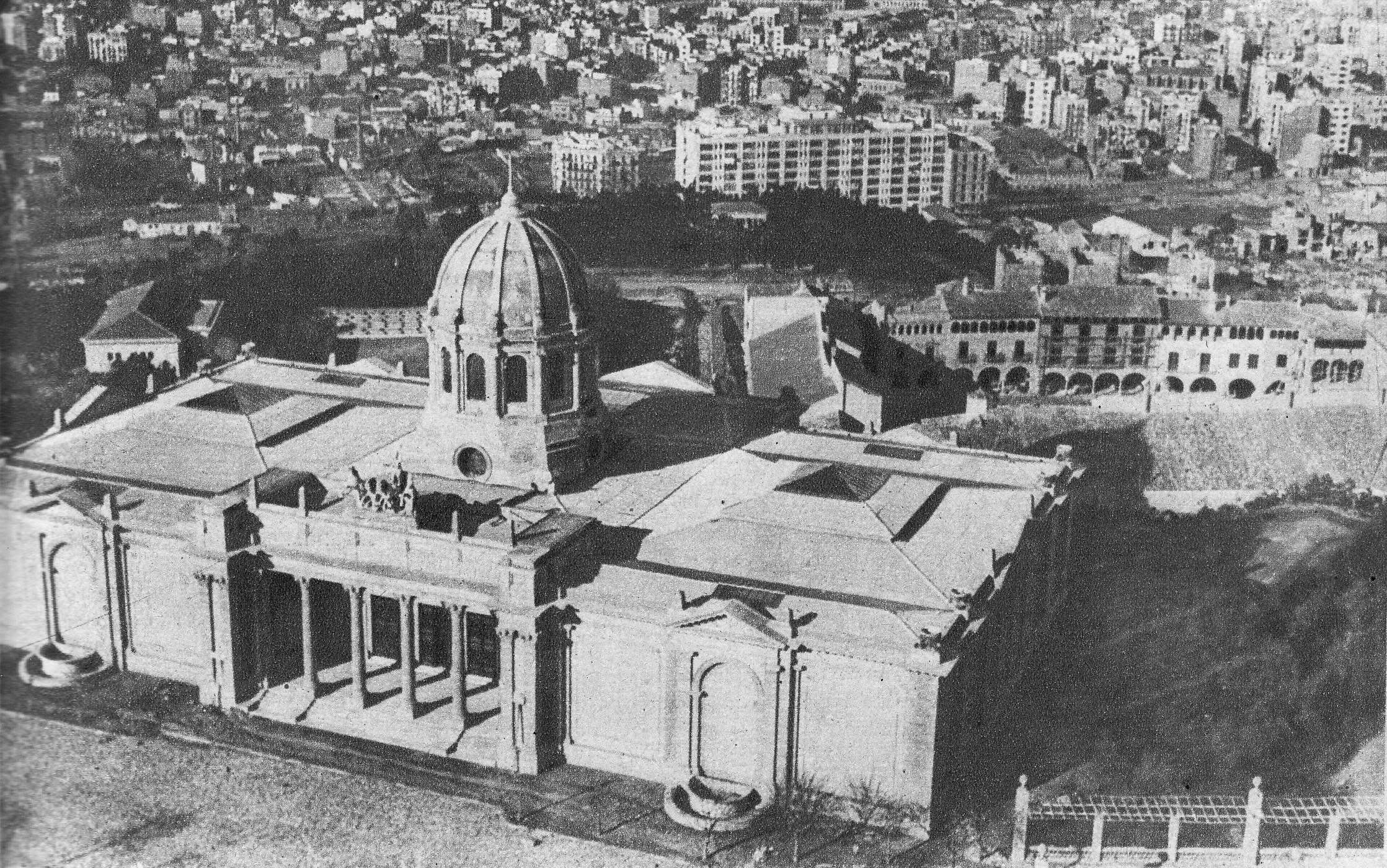
Palau de la Química (Barcelona), obra d'Antoni Sardà fet en 1927 per a l'Exposició Universal de Barcelona de 1929. Un incendi el va destruir el 1962.

Va ser assessor tècnic de la Cambra de la propietat Urbana de Barcelona fins al 1929, quan es va traslladar a Reus on va ser nomenat arquitecte municipal en substitució de Pere Caselles, amb el qual havia treballat, càrrec que va mantenir durant 49 anys, a excepció del període de la guerra civil, quan es va passar al bàndol franquista i va ser substituït en el càrrec per Josep Simó i Bofarull. El 1939 va recuperar la plaça d'arquitecte municipal. Va ser autor de l'edifici del Mercat Central de Reus, de la remodelació de la façana de l'Ajuntament o de l'edifici de la Mútua Reddis, entre d'altres. Va impulsar les primeres Fires de Mostres i va planificar alguns dels primers barris de la ciutat, com les Cases Barates i els barris de Fortuny, Montserrat, o Gaudí. També és l'autor del projecte del monument al Dr. Jaume Ferran i Clua que hi ha a Corbera d'Ebre.
L'any 1951, va ser un dels impulsors de l'associació 'confraria' dels Guardadors de la Tronada, de Reus, per tal de salvaguardar-ne l'ancestral tradició reusenca de La Tronada.
Va morir a Reus el 1978. La ciutat de Reus li ha dedicat una plaça paral·lela a l'avinguda de Sant Jordi, la Plaça de l'Arquitecte Antoni Sardà i Moltó.